# Chartreuse des Fraux
La chartreuse des Fraux est une chartreuse située sur la commune de La Bachellerie, en France.

## Localisation
La chartreuse est située sur le territoire de la commune de La Bachellerie, un kilomètre au sud du bourg, dans l'est du département de la Dordogne, en région Nouvelle-Aquitaine.

## Description
La chartreuse est construite au XVIIIe siècle à partir d’un édifice du XVIIe siècle intégré au pavillon nord-ouest. Selon Bélingard, cet édifice est de type chartreuse à deux « pavillons prolongeant le corps central sur le même alignement marqués seulement par une surélévation ».. Le reste de la construction comporte un corps de logis barlong sans étage, encadré par deux pavillons plus élevés. De grandes lucarnes couvertes d’une toit en croupe sont aménagées dans les combles. La demeure est percée de nombreuses baies à larges chambranles plats qui laissent entrer la lumière. Côté cour, deux ailes s'appuient sur les pavillons, formant un plan en U. Aux deux angles droits ainsi formés sont venues s'ajouter ultérieurement deux petites tourelles en poivrières.
La chartreuse et ses bâtiments d’exploitation témoignent de l’importance passée du domaine. Les grandes caves voûtées sur lesquelles est bâtie la demeure étaient utilisées comme « d'importants chais ».

## Historique
Sous Louis XVI la propriété appartient à Pierre Labadie du Fraud.
Trois portails classiques commandent l'accès aux bâtiments. Deux sont datés de 1770 et 1789.
Le domaine est inscrit au titre des monuments historiques par arrêté du 1er juin 2010. Éléments protégés : la chartreuse, ses dépendances, son mur et ses deux portails.

## Galerie

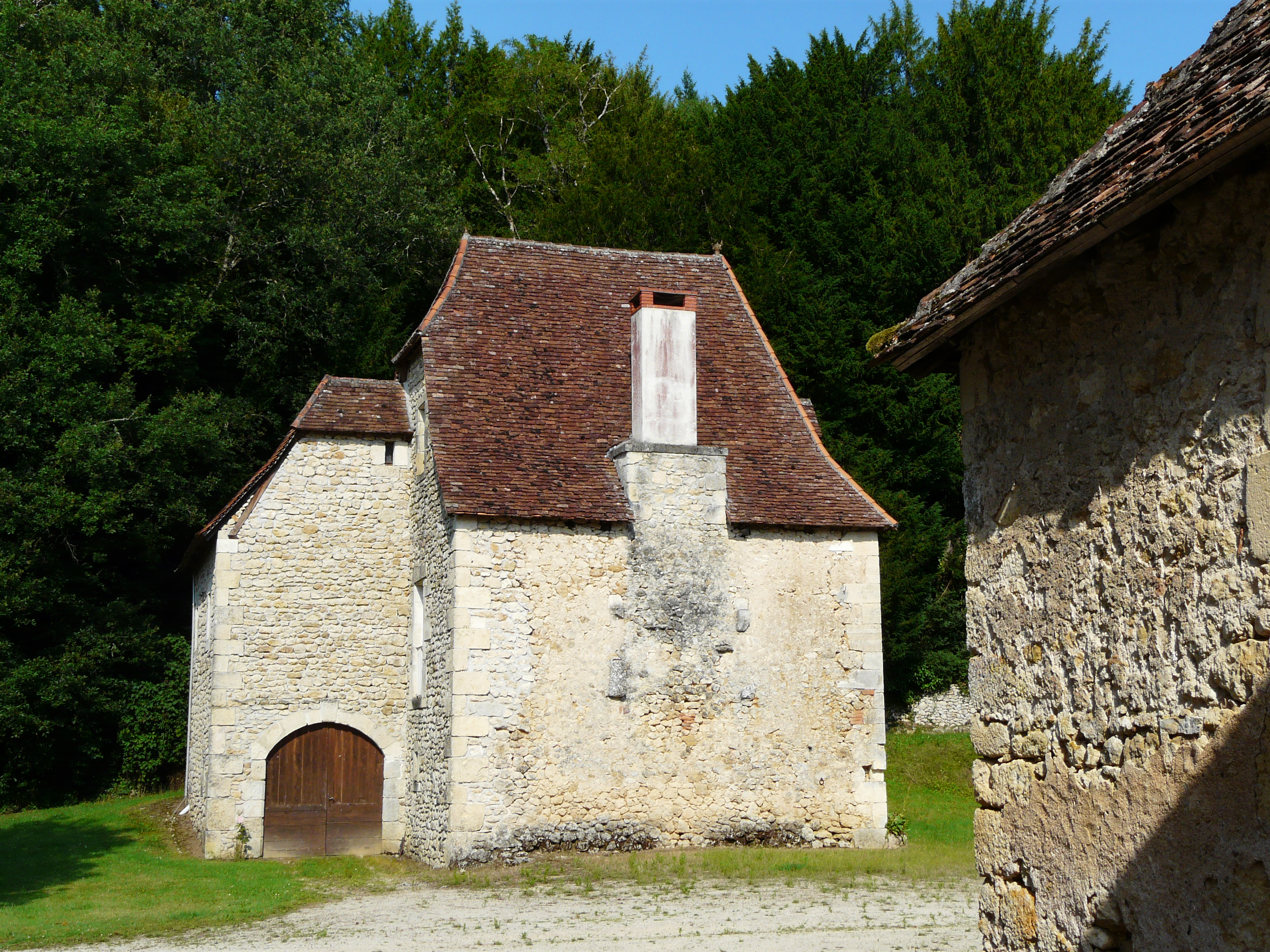
Bâtiment annexe.
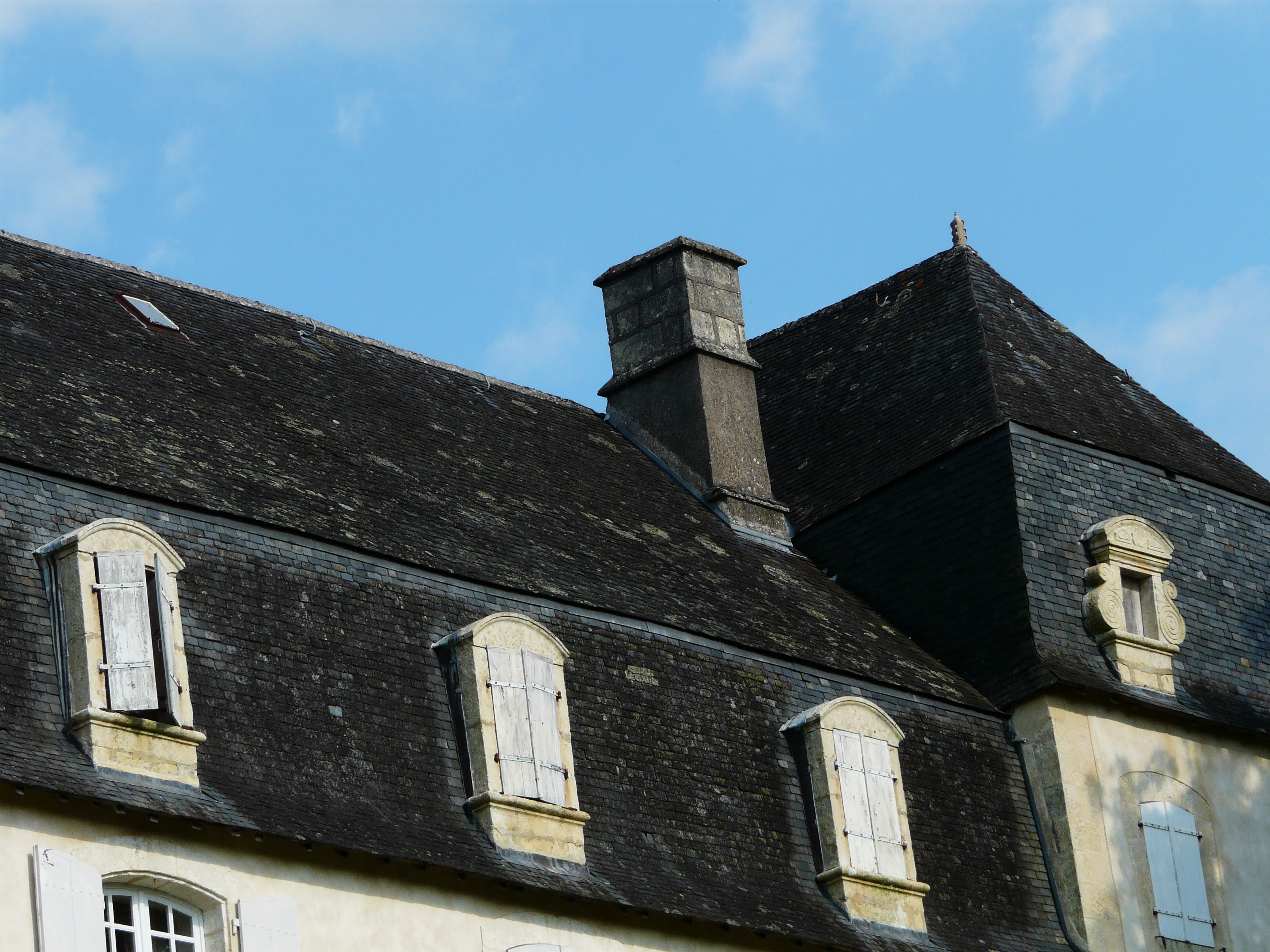
Les toits.
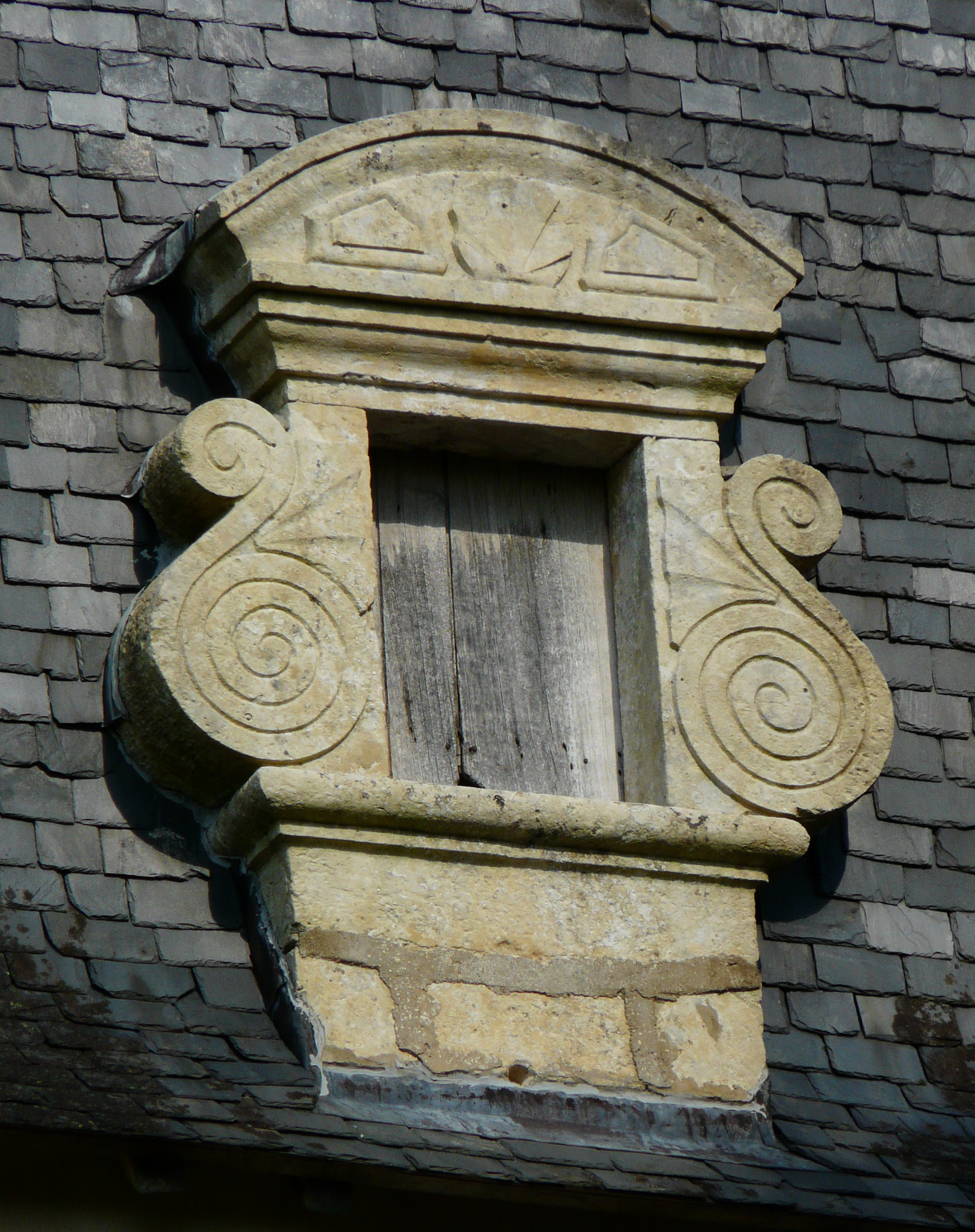
Une lucarne.
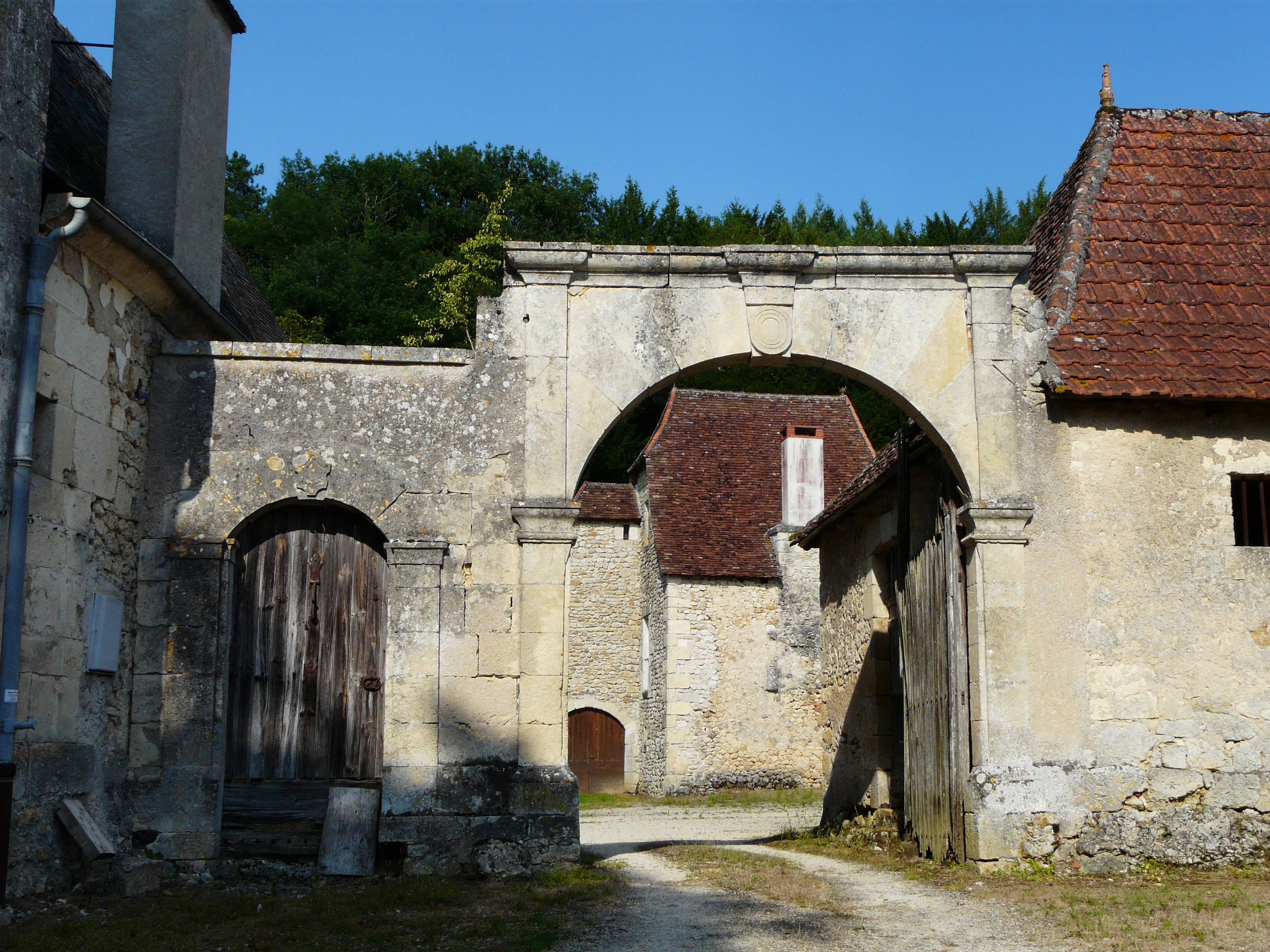
Un portail.